# Sarah Edwards
Sarah Edwards, född 11 oktober 1881 i Glyn Ceiriog i Denbighshire, Wales, död 7 januari 1965 i Hollywood i Kalifornien, var en brittisk-amerikansk skådespelare. Edwards spelade bland annat Mrs. Hatch, mor till Mary Hatch (Donna Reed), i Livet är underbart (1946). 

## Filmografi i urval
- 1929 – Dansösen från Ziegfeld Follies
- 1935 – Svärmor vill skiljas
- 1936 – Den store Ziegfeld
- 1936 – Den gyllene pilen
- 1936 – Generalen dog i gryningen
- 1936 – Theodora leker med elden
- 1937 – En gång i maj
- 1937 – Gentleman efter midnatt
- 1938 – Gentleman på luffen
- 1938 – Familjen Hardy reser till sta'n
- 1939 – Huckleberry Finns äventyr
- 1940 – Den lilla butiken
- 1940 – Koffertmysteriet
- 1940 – Anne of Windy Poplars
- 1940 – Vi jazzkungar
- 1941 – Fotsteg i mörkret
- 1941 – Vi behöver varann
- 1941 – Det kan ingen doktor hjälpa
- 1941 – Swingens födelse
- 1941 – En studie i brott
- 1943 – Skuggan av ett tvivel
- 1944 – Mark Twains äventyr
- 1944 – Gäckande skuggan tar hem spelet
- 1945 – Högt spel i Saratoga
- 1946 – Livet är underbart
- 1947 – Ängel på prov
- 1948 – Sång, musik och vackra flickor
- 1948 – Oj, oj, oj en sån smekmånad
- 1949 – Simson och Delila
- 1950 – Hon stod i rök och damm
- 1950 – Glasmenageriet
- 1951 – Hej tomtegubbar